# Miná Kábús
Miná Kábús (případně také přístav Kábús) je největší ománský přístav ležící v hlavním městě Maskat, ve čtvrti Matra. Od Hormuzského průlivu je vzdálen pouhých 250 kilometrů jižním směrem. Výstavba začala za vlády sultána Saída bin Tajmúra, dokončena byla za panování jeho syna a současného sultána Kábúse bin Saída.